# カブル・カン
カブル・カン（Qabul Qan、生没年不詳）は、モンゴル部ボルジギン氏モンゴル国の初代カン。トンビナイ・セチェンの子で、クトラ・カンの父。チンギス・カンの曾祖父にあたる。『元朝秘史』ではカブル・カハン（合不勒合罕、Qabul Qahan）、『集史』ではカブル・ハーン(Qabul Khān)、『元史』では葛不律寒と表記される。また、金代に記録される熬羅孛極烈もまたカブル・カンの別名であると見られている。カブル・カンの子孫はモンゴル古伝承にちなんで、キヤン(Qiyan、乞顔)という氏族名を名乗って多くの氏族集団をつくり、結束してキヤト(Qiyad、乞牙惕)（キヤンの複数形）と称した。

## 生涯
トンビナイ・セチェンが亡くなると、六男のカブル・カンが後を継いだ。『元朝秘史』ではカブル・カンが始めて「あまねきモンゴル(カムク・モンゴル)」を統べたと記されており、これに基づきモンゴル国の歴史学者ダライらはカブル・カン以後のモンゴル部のことを「カムク・モンゴル・ウルス」と表現する。
ある時、カブル・カンは妻のカラルク(Qarālqū)の兄弟であるサイン・テキン(Sāīn Tīkīn)が病気になったので、これを治すためにタタル部族のチャルキル・ノドイ(Charqil Nūdūī)という名のカム（巫者、シャーマン）を招いた。しかし、その巫術もむなしくサイン・テキンが亡くなったので、サイン・テキンの一族はそのカムを追いかけて殺してしまう。これ以降モンゴル部族とタタル部族との間に敵対心が生まれ、多年にわたって慢性的に戦闘・略奪が行われるようになった。
カブル・カンが金朝に朝貢した時、並はずれた食欲の旺盛さで皇帝を驚かし、またある日、酒に酔って身の程を忘れて皇帝の髭に手を伸ばしたことがあった。酔いから醒めたカブル・カンは皇帝に自分の処罰を請うたが、皇帝はただ笑うだけで、赦免の意を示すために帰国することを許し、手厚い賜物を与えた。しかし、カブルが出発してすぐ後に、金朝の皇帝は廷臣のよこしまな進言に動かされて、急使を派遣して帰還を命じたが、拒絶されたため、金朝の使者は彼を逮捕しようとした。しかし、カブル・カンは巧みにこれを遁れて自分の住地に帰り、そこへ追跡してきた金朝の役人たちを自分の奴隷に命じて殺させた。
また、中国の史書には1140年代に熬羅孛極烈の率いる朦骨(モンゴル)国が金朝に侵攻し、これを防ぐことのできなかった金朝がやむなく和議を結んだことが記されている。金朝は西平河以北の27城を割譲し、毎年牛・羊・米・荳を与えることを約し、更にカブル・カンを「朦骨(モンゴル)国主」として冊封した。この時に熬羅孛極烈は「祖元皇帝」を自称し、天興と改元したとされるが、この熬羅孛極烈こそがカブル・カンに相当すると考えられている。
カブル・カンは全モンゴル人を統べた。カブル・カンは遺言で、自分の7人の子供ではなく、セングン・ビルゲの子で又従兄弟のアンバガイを後継者に指名して亡くなった。アンバガイはカブル・カンの後を継いで第2代カンとなり、全モンゴルを統べることになった。

## 妻子
妻
- カラルク(Qarālqū)…コンギラト出身

子
カブル・カンの子は7人いる。
- オキン・バルカク(Ökin Barqaq)[11]…キヤト・ジュルキン氏の祖
- バルタン・バアトル(Bartan Ba'atur)[12]…チンギス・カンの祖父
- クトクトゥ・モングル(Qutuqtu Mönggür~Möngler~Mangnar)[13]
- クトラ・カン(Qutula Qan)…モンゴル国第3代カン
- クラン(Qulan)[14]
- カダアン(Qada'an)[15]
- トドエン・オッチギン(Tödö'en Otčigin)[16]

## 系図
- ボドンチャルからカブル・カンまでのボルジギン氏の系図

- カブル・カンから始まるキヤト氏の系図と、アンバガイ・カンから始まるタイチウト氏の系図

## 参考資料
- ドーソン（訳注：佐口透）『モンゴル帝国史1』（1989年、平凡社、ISBN 4582801102）
- 宮脇淳子『モンゴルの歴史 遊牧民の誕生からモンゴル国まで』（刀水書房、2002年、ISBN 4887082444）
- 村上正二訳注『モンゴル秘史１チンギス・カン物語』（1970年、平凡社）
- 志茂碩敏『モンゴル帝国史研究 正篇』（東京大学出版会、2013年）
- 白石典之『チンギス・カン “蒼き狼”の実像』（中央公論新社、2006年）